# Адил Рами
Адил Рами (фр. Adil Rami; Бастија, 27. децембар 1985) француски је фудбалер, који тренутно игра за Троа.

## Каријера
Рами је рођен у граду Бастији на острву Корзика, а родитељи су му пореклом из Марока. Његова породица се преселила у град Фрежис. Има две сестре и једног брата. Радио је различите послове пре фудбалске каријере.
Рами је започео своју фудбалску каријеру играјући за аматерски клуб Етоил Фрежис Сант-Рафаел, тада познат као ЕС ФРЕЖИС. Године 2006. потписао је уговор са Лилом. У јануару 2011, Рами се преселио у шпански клуб Валенсију, са којом је потписао уговор на четири године. Године 2014. прелази се у Милан. У 2015. години преселио се у Севиљу. После шест година проведених у иностранству, вратио се у Француску у јулу 2017. године да игра за Олимпик Марсељ. Потписао је четворогодишњи уговор.

## Репрезентација
Упркос понуди да игра за Мароко, Рами је одабрао француски тим. Играо је прву утакмицу за Француску 11. августа 2010. године у пријатељском мечу против Норвешке.
У мају 2016. био је на списку играча за Европско првенство у Француској. Био је у саставу Француске за Светско првенство 2018. године у Русији.

## Статистика каријере

### Репрезентативна
Статистика до 20. новембра 2018.
| Тим       | Год.   | Наступи | Голови |
| --------- | ------ | ------- | ------ |
| Француска | 2010   | 6       | 0      |
| Француска | 2011   | 10      | 0      |
| Француска | 2012   | 8       | 1      |
| Француска | 2013   | 2       | 0      |
| Француска | 2016   | 7       | 0      |
| Француска | 2018   | 3       | 0      |
| Француска | Укупно | 36      | 1      |

### Голови за репрезентацију
| # | Датум        | Место     | Противник | Гол | Резултат | Такмичење            |
| - | ------------ | --------- | --------- | --- | -------- | -------------------- |
| 1 | 27. мај 2012 | Валансјен | Исланд    | 3:2 | 3:2      | Пријатељска утакмица |